# Dalcídio Jurandir
Dalcídio Jurandir Ramos Pereira (Ponta de Pedras, 10 de janeiro de 1909 – Rio de Janeiro, 16 de junho de 1979) foi um romancista brasileiro.

## Biografia
Dalcídio Jurandir nasceu na Vila de Ponta de Pedras (atual município de Ponta de Pedras) em 1909, filho de Alfredo Pereira e Margarida Ramos. No mesmo ano muda-se para a Vila de Cachoeira (atual município de Cachoeira do Arari) onde passaria toda a sua infância.
Em 1922, muda-se para Belém e se matricula no 3º ano elementar do Grupo Escolar Barão do Rio Branco. Em 1925, ingressa na tradicional instituição de ensino belenense Liceu Paraense.
Em 1927, deixa o colégio e viaja para o Rio de Janeiro em 1928. Com dificuldades financeiras, Dalcídio trabalha como lavador de pratos e trabalha como revisor, não-remunerado na revista Fon-Fon. Em 1929, conclui Chove Nos Campos de Cachoeira.
Em 1931 retorna para Belém, é nomeado auxiliar de gabinete da Interventoria do Estado e escreve para vários jornais e revistas como O Imparcial, Crítica e Estado do Pará.  Militante comunista, foi preso em 1936, permanecendo dois meses no cárcere. Em 1937 foi preso novamente, e ficou quatro meses retido, retornando somente em 1939 para o Marajó, como inspetor escolar.
Em 1940, após tantos revezes, consegue ganhar, com Chove Nos Campos de Cachoeira, o primeiro lugar no concurso literário promovido pela Revista Dom Casmurro. Graças ao prêmio, consegue lançar, por fim, o seu primeiro romance Chove nos Campos de Cachoeira em 1941 pela editora Vecchi. Em 1945, dirige o jornal Tribuna Popular e colabora em O Jornal e na revista O Cruzeiro. Em 1947, publica pela José Olympio, o seu segundo romance intitulado Marajó.
Escreveu para vários veículos e acabou como repórter da Imprensa Popular, em 1950. Nos anos seguintes viajou à União Soviética, Chile e publicou o restante de sua obra, inclusive em outros idiomas.
Em 1972, a Academia Brasileira de Letras concede ao autor o Prêmio Machado de Assis, entregue por Jorge Amado, pelo conjunto de sua obra.

## Morte e reconhecimento
No dia 16 de junho de 1979, o escritor falece na cidade do Rio de Janeiro (RJ), sendo sepultado no Cemitério de São João Batista. Jorge Amado, escreveu a "Saudação a Dalcídio Jurandir"
| “ | Trabalhando o barro do princípio do mundo, do grande rio, a floresta e o povo das barrancas, dos povoados, das ilhas, da ilha de Marajó, ele o faz com a dignidade de um verdadeiro escritor, pleno de sutileza e de ternura na análise e no levantamento da humanidade paraense, amazônica, da criança e dos adultos, da vida por vezes quase tímida ante o mundo extraordinário onde ela se afirma. | ” |

Em 2001, concorreu postumamente com outras personalidades ao título de "Paraense do Século". No mesmo ano, em novembro, foi realizado o Colóquio Dalcídio Jurandir, homenagem aos 60 anos da primeira publicação de Chove nos Campos de Cachoeira.
Em 2008, o Governo do Estado do Pará instituiu o Prêmio de Literatura Dalcídio Jurandir.
Em 2009 comemorou-se o centenário do escritor.

## Obras
Série Extremo-Norte
- Chove nos Campos de Cachoeira, Editora Vecchi (1941)
- Marajó, Editora José Olympio (1947)
- Três Casas e um Rio, Editora Martins (1958)
- Belém do Grão Pará, Editora Martins (1960)
- Passagem dos Inocentes, Editora Martins (1963)
- Primeira Manhã, Editora Martins (1968)
- Ponte do Galo, Editora Martins/MEC (1971)
- Belém do Grão-Pará, Publicações Europa-América (1975) Edição Portuguesa
- Chove nos Campos de Cachoeira, 2ª Edição, Editora Cátedra (1976)
- Os Habitantes, Editora Artenova (1976)
- Chão dos Lobos, Editora Record (1976)
- Marajó, 2ª Edição, Editora Cátedra/MEC (1978)
- Ribanceira, Editora Record (1978)

Série Extremo-Sul
- Linha do Parque, Editora Vitória (1959)
- Linha do Parque, Editora Russa (1962) Edição Russa

Publicações póstumas
- Passagem dos Inocentes – Editora Falângola (1984)
- Linha do Parque – Editora Falangola (1987)
- Chove nos Campos de Cachoeira – Editora Cejup (1991, 1995 e 1997 (com o Jornal Província do Pará))
- Marajó – Editora Cejup (1991 e 1992)
- Três casas e um Rio – Editora Cejup (1991 e 1994)
- Chove nos Campos de Cachoeira – Edição Crítica de Rosa Assis – Editora da Unama (1998)
- Belém do Grão-Pará – Editora Edufpa/Casa de Rui Barbosa (2005)
- Marajó – Editora Edufpa/Casa de Rui Barbosa (2008)
- Primeira Manhã – Eduepa (2009)
- Chove nos Campos de Cachoeira (Nova e definitiva edição com "texto inteiramente revisto, corrigido, reestruturado e amplamente emendado pelo autor, de próprio punho") – Editora 7 Letras (2011)
- Marajó - Marques Editora (2016)
- Belém do Grão-Pará - Marques Editora (2016)
- Primeira Manhã - Marques Editora (2016)
- Ponte do Galo - Pará.grafo Editora (2017)[1]
- Três Casas e um Rio - Pará.grafo Editora (2018)[2]
- Os Habitantes - Pará.grafo Editora (2018)[3]
- Chove nos campos de Cachoeira - Pará.grafo Editora (2019)[4]
- Chão dos Lobos - Pará.grafo Editora (2019)[5]

Publicações sobre Dalcídio Jurandir e sua obra
- ALONSO JR., Wenceslau Otero. (Org.). A Obra de Dalcídio Jurandir e o Romance Moderno, Belém: Paka-Tatu, 2012.
- ASSMAR, Olinda Batista. Dalcídio Jurandir: Um Olhar sobre a Amazônia, Rio de Janeiro: Galo Branco, 2003.
- ASSIS, Rosa. A Fala "Caboca" em Passagem dos Inocentes, Belém: Editora da Unama, 2002.
- ASSIS, Rosa (Org.). Marajó, Dalcídio Jurandir - 60 Anos, Belém: Unama, 2007.
- BOGÉA, José Arthur. Bandolim do Diabo (Dalcídio Jurandir: Fragmentos), Belém: Paka-Tatu, 2003.
- CELINA, Lindanor. Pranto por Dalcídio Jurandir - Memórias, Belém: Secretaria de Estado de Cultura, Desportos e Turismo, 1983.
- CORREA, Paulo Maués. Um Olhar sobre Belém do Grão-Pará de Dalcídio Jurandir, Belém: Instituto de Artes do Pará, 2008.
- FURTADO, Marlí Tereza. Universo Derruído e Corrosão do Herói em Dalcídio Jurandir, Campinas: Mercado das Letras, 2010.
- LEITE, Marcus (Org.). Leituras Dalcidianas, Belém Editora da Unama, 2006.
- NUNES, Benedito; PEREIRA, Ruy; & PEREIRA, Soraia Reolon. (Orgs.). Dalcídio Jurandir: Romancista da Amazônia – Literatura & Memória, Belém: SECULT/FCRB/IDJ, 2006.
- NUNES, Paulo (Org.). Poemas Impetuosos ou O Tempo é o do Sempre Escoa, Belém: Paka-Tatu, 2011.
- VÁRIOS AUTORES. Asas da Palavra –  Revista de Graduação em Letras, Semestral, Volume 8, nº 17, Editora da Unama, Junho de 2004.